# Мухоловка цейлонська
Мухоловка цейлонська (Eumyias sordidus) — вид горобцеподібних птахів родини мухоловкових (Muscicapidae). Ендемік Шрі-Ланки.

## Опис
Довжина птаха становить 15 см. Дорослі птахи мають блакитнувато-попелясте забарвлення, живіт у них білуватий. Між широким чорним дзьобом і очима проходять чорні смуги, обличчя яскраво-синє. Молоді птахи мають коричневе забарвлення, сильно поцятковане охристими плямками. Махові пера мають блакитно-сірі края.

## Поширення і екологія
Цейлонські мухоловки є ендеміками гір центральної Шрі-Ланки. Вони живуть в гірських тропічних лісах і чагарникових заростях, в садах і на плантаціях. Зустрічаються на висоті від 1220 до 1830 м над рівнем моря, в негніздовий період — на висоті 450 м над рівнем моря.

## Поведінка
Цейлонські мухоловки живляться переважно комахами і гусінню, а також споживають ягоди. Шукають здобич серед рослинності і на землі. Сезон розмноження триває з березня по вересень.

## Збереження
МСОП класифікує стан збереження цього виду як близький до загрозливого. Цейлонським мухоловкам загрожує знищення природного середовища.

## В культурі
Цейлонська мухоловка зображена на купюрі номіналом 50 Шрі-Ланкійських рупій (серія 2010 року).